# Liste der Wappen im Landkreis Nordwestmecklenburg
Diese Liste beinhaltet alle in der Wikipedia gelisteten Wappen im Landkreis Nordwestmecklenburg in Mecklenburg-Vorpommern (Deutschland). Aufgeführt sind die Wappen des Landkreises, seiner Städte und Gemeinden.

## Landkreis Nordwestmecklenburg
| Landkreis                     | Wappen | Kommentare |
| ----------------------------- | ------ | --- |
| Nordwestmecklenburg           |        | Beschlossen vom Kreistag im Dezember 2011, genehmigt durch den Innenminister von Mecklenburg-Vorpommern am 16. Februar 2012 und unter der Nr. 341 der Wappenrolle des Landes Mecklenburg-Vorpommern eingetragen: „Gespalten; vorn in Gold ein halber hersehender, goldgekrönter schwarzer Stierkopf am Spalt mit aufgerissenem roten Maul, silbernen Zähnen, ausgeschlagener roter Zunge, in Spitzen abgerissenem Halsfell und silbernen Hörnern; hinten in dreifach geteiltem Feld von Silber und Rot, ein Krummstab in verwechselten Farben.“ |
| Nordwestmecklenburg 1996–2011 |        | Genehmigt durch den Innenminister von Mecklenburg-Vorpommern am 1. Juli 1996 und unter der Nr. 116 der Wappenrolle des Landes Mecklenburg-Vorpommern eingetragen: „Gespalten; vorn in Gold am Spalt ein halber herschauender schwarzer Stierkopf mit silbernen Hörnern, goldener Krone, geöffnetem Maul, silbernen Zähnen, ausgeschlagener roter Zunge und abgerissenem Halsfell, dessen Randung bogenförmig ausgeschnitten ist; hinten in Blau ein stehender goldener Bischofsstab.“ Mit der Kreisgebietsreform in Mecklenburg-Vorpommern am 4. September 2011 wurde die bisher kreisfreie Stadt Wismar in den Kreis eingegliedert und gleichzeitig Kreisstadt. → Details |

## Ämter
Folgende Ämter führen kein eigenes Wappen und keine eigene Flagge. Als Dienstsiegel führen sie das kleine Landessiegel mit dem Wappenbild des Landesteils Mecklenburg:
| - Amt Dorf Mecklenburg-Bad Kleinen - Amt Gadebusch - Amt Grevesmühlen-Land | - Amt Klützer Winkel - Amt Lützow-Lübstorf - Amt Neuburg | - Amt Neukloster-Warin - Amt Rehna - Amt Schönberger Land |

## Städte und Gemeinden
Folgende Gemeinden führen kein eigenes Wappen und keine eigene Flagge. Als Dienstsiegel führen sie das kleine Landessiegel mit dem Wappenbild des Landesteils Mecklenburg:
| - Alt Meteln - Barnekow - Benz - Bernstorf - Bibow - Bobitz - Boiensdorf - Cramonshagen | - Dalberg-Wendelstorf - Damshagen - Dechow - Dragun - Gottesgabe - Grieben - Groß Molzahn - Groß Stieten | - Hohen Viecheln - Holdorf - Klein Trebbow - Kneese - Königsfeld - Krembz - Krusenhagen - Lübberstorf | - Lübstorf - Menzendorf - Mühlen Eichsen - Passee - Perlin - Pokrent - Rieps - Roduchelstorf | - Roggendorf - Rögnitz - Rüting - Schildetal - Seehof - Siemz-Niendorf - Stepenitztal - Thandorf | - Utecht - Veelböken - Ventschow - Wedendorfersee - Warnow - Züsow |

| Stadt oder Gemeinde        | Wappen                                | Kommentare |
| -------------------------- | ------------------------------------- | --- |
| Gemeinde Bad Kleinen       | Wappen der Gemeinde Bad Kleinen       | Genehmigt durch den Innenminister von Mecklenburg-Vorpommern am ????: „Geteilt durch einen Wellenschnitt; oben in Blau drei goldene Ähren balkenweise; unten in Gold ein grünes Flügelrad mit offenem Flug.“ |
| Gemeinde Blowatz           | Wappen der Gemeinde Blowatz           | Genehmigt durch den Innenminister von Mecklenburg-Vorpommern am 11. November 1996 und unter der Nr. 117 der Wappenrolle des Landes Mecklenburg-Vorpommern eingetragen: „Durch Wellenschnitt von Gold über Blau geteilt; oben zwei aus der Teilungslinie wachsende schwarze Weiden mit grünem Laub nebeneinander; unten ein oberhalbes, springendes silbernes Pferd zwischen zwei goldenen Ähren.“ |
| Gemeinde Boltenhagen       | Wappen der Gemeinde Boltenhagen       | Genehmigt durch den Innenminister von Mecklenburg-Vorpommern am 19. Mai 2014 und unter der Nr. 353 der Wappenrolle des Landes Mecklenburg-Vorpommern eingetragen: „In Blau unter zwei schräg gekreuzten goldenen Rodehacken ein silbernes achtspeichiges Steuerrad, begleitet beiderseits oben von zwei goldenen Blättern des Ahorns.“ |
| Gemeinde Brüsewitz         | Wappen der Gemeinde Brüsewitz         | Der Wappenbrief wurde durch den Landesinnenminister am 18. Februar 2011 übergeben, das Wappen unter der Nr. 333 der Wappenrolle des Landes Mecklenburg-Vorpommern eingetragen: „Geteilt durch einen Wellenschnitt, oben in Gold ein roter Dreieckschild, darin eine silberne heraldische Lilie, unten in Blau ein goldener Vierpass mit Rapsblüten.“ |
| Gemeinde Carlow            | Wappen der Gemeinde Carlow            | Genehmigt durch den Innenminister von Mecklenburg-Vorpommern 2007: „Das Wappen zeigt in Blau vorn einen rechten silbernen Wellenflankenpfahl, hinten einen aufgerichteten goldenen Bären, silberbewehrt, mit silbernem Halsband, mit silberner Schlinge.“ |
| Stadt Dassow               | Wappen der Stadt Dassow               | Genehmigt durch das Mecklenburg-Schwerinsche Staatsministerium am 1. Oktober 1927 und unter der Nr. 176 der Wappenrolle von Mecklenburg-Vorpommern eingetragen: „In Silber auf grünem Boden eine rote Burg mit zwei spitzbedachten Zinnentürmen und einem offenen Tor, darin ein grüner Dornenstrauch.“ |
| Gemeinde Dorf Mecklenburg  | Wappen der Gemeinde Dorf Mecklenburg  | Genehmigt durch den Innenminister von Mecklenburg-Vorpommern am 21. November 1991 und unter der Nr. 7 der Wappenrolle von Mecklenburg-Vorpommern eingetragen: „Geteilt; oben in Rot eine silberne slawische Burg mit drei Türmen auf einem Wall; unten in Gold ein hersehender, goldgekrönter schwarzer Stierkopf mit aufgerissenem roten Maul, silbernen Zähnen, ausgeschlagener roter Zunge, in sieben Spitzen abgerissenem Halsfell und silbernen Hörnern.“ |
| Stadt Gadebusch            | Wappen der Stadt Gadebusch            | Genehmigt durch Friedrich Franz II., Großherzog von Mecklenburg[-Schwerin], am 10. April 1858 und unter der Nr. 133 der Wappenrolle des Landes Mecklenburg-Vorpommern eingetragen: „In Gold: rechts ein hersehender schwarzer Stierkopf mit goldener Krone, silbernen Hörnern, aufgerissenem Maul, ausgeschlagener roter Zunge, silbernen Zähnen und abgerissenem Halsfell, das bogenförmig ausgeschnitten ist und sieben Spitzen zeigt, links ein lindenartiger grüner Baum.“ (Das Wappen wurde 1997 von dem Schweriner Heraldiker Heinz Kippnick neu gezeichnet.) |
| Gemeinde Gägelow           | Wappen der Gemeinde Gägelow           | Genehmigt durch den Innenminister von Mecklenburg-Vorpommern am 4. November 1996 und unter der Nr. 116 der Wappenrolle des Landes Mecklenburg-Vorpommern eingetragen: „In Blau eine goldene Spitze, belegt mit einer halben roten Spitze, darin eine zwölfblättrige goldene Rosette; oben rechts und links je ein goldener Felsbrocken.“ |
| Gemeinde Glasin            | Wappen der Gemeinde Glasin            | Genehmigt durch den Innenminister von Mecklenburg-Vorpommern am 10. Juli 2002 und unter der Nr. 265 der Wappenrolle von Mecklenburg-Vorpommern eingetragen: „In Rot eine aufrechte goldene Getreideähre mit acht Grannen, überhöht von einer silbernen heraldischen Lilie.“ |
| Gemeinde Grambow           | Wappen der Gemeinde Grambow           | Genehmigt durch den Innenminister von Mecklenburg-Vorpommern am 10. Juli 1998 und unter der Nr. 167 der Wappenrolle des Landes Mecklenburg-Vorpommern eingetragen: „In Gold über grünem Wellenschildfuß die Flugbilder dreier (2:1) schwarzer Kraniche, der untere aufwärts, die oberen schräg nach innen gerichtet.“ |
| Stadt Grevesmühlen         | Wappen der Stadt Grevesmühlen         | Das Wappen wurde 1897 festgelegt, ist unter der Nr. 77 der Wappenrolle von Mecklenburg-Vorpommern eingetragen und wurde 1996 neugezeichnet: „Im roten Schild ein goldenes Mühlrad, darauf ein hersehender schwarzer Stierkopf mit silbernen Hörnern, goldener Krone, aufgerissenem Maul, ausgeschlagener roter Zunge und abgerissenem Halsfell.“ |
| Gemeinde Hohenkirchen      | Wappen der Gemeinde Hohenkirchen      | Genehmigt durch den Innenminister von Mecklenburg-Vorpommern am 24. November 1999 der damaligen Gemeinde Gramkow, in Rechtsnachfolge fortgeführt: „In Gold eine erhöhte, stark eingebogene blaue Spitze, belegt mit einem aus einem goldenen Nest wachsenden, gold beschnabelten silbernen Pelikan, der sich die Brust aufhackt, um seine drei sitzenden, gold beschnabelten silbernen Jungen zu nähren; oben von einem roten Anker mit w-förmig geschwungenen Seil; hinten sieben rote Kugeln (2:1:2:1:1).“ Zum 1. Januar 2005 schlossen sich die bisherigen Gemeinden Groß Walmstorf und Gramkow zur neugebildeten Gemeinde Hohenkirchen zusammen. Diese führt in Rechtsnachfolge das der Gemeinde Gramkow am 24. November 1999 durch den Innenminister von Mecklenburg-Vorpommern genehmigte Wappen fort.                                                                          |
| Gemeinde Hornstorf         |                                       | Genehmigt durch den Innenminister von Mecklenburg-Vorpommern am 27. April 2022 und unter der Nr. 379 der Wappenrolle des Landes Mecklenburg-Vorpommern eingetragen:„Geteilt; oben in Rot ein goldenes, beidseitig zweigestuftes Torportal mit halbrundem Bogen von einem überstehenden Walmdach bekrönt; unten in Gold ein kreisrundes silbernes Kirchenfenster in Form einer elfteiligen gotischen Rosette mit roten Stegen, in der Kreismitte ein Wolkenkreuz ausgebrochen.“ |
| Gemeinde Insel Poel        | Wappen der Gemeinde Insel Poel        | Genehmigt durch den Innenminister von Mecklenburg-Vorpommern am 16. September 1993 und unter der Nr. 175 der Wappenrolle des Landes Mecklenburg-Vorpommern eingetragen: „Der Schild durch einen goldenen Strichbalken geteilt; oben in Blau ein voll besegeltes silbernes Zeesboot; unten in Grün eine goldene Rapsblüte.“ |
| Gemeinde Jesendorf         | Wappen der Gemeinde Jesendorf         | Genehmigt durch den Innenminister von Mecklenburg-Vorpommern im Jahre 2011: „Geteilt, oben in Gold ein vierflammiges rotes Feuer, unten in Blau ein achtspeichiges goldenes Rad.“ |
| Gemeinde Kalkhorst         | Wappen der Gemeinde Kalkhorst         | Genehmigt durch den Innenminister von Mecklenburg-Vorpommern am 25. März 2004 und unter der Nr. 235 der Wappenrolle von Mecklenburg-Vorpommern eingetragen: „In Blau auf dreimal von Silber und Blau wellenförmig geteilten Wappenschildfuß ein schwimmendes Boot, darüber zwei schräggekreuzte goldene Giebelbretter mit abgewandten Pferdeköpfen.“ Zum 1. Januar 2004 schlossen sich die bisherigen Gemeinden Elmenhorst und Kalkhorst zur neugebildeten Gemeinde Kalkhorst zusammen. Diese führt in Rechtsnachfolge das der damaligen Gemeinde Kalkhorst am 1. Februar 2001 genehmigte Wappen fort. |
| Stadt Klütz                | Wappen der Stadt Klütz                | Genehmigt durch den Innenminister von Mecklenburg-Vorpommern am 2. April 1997 und unter der Nr. 123 der Wappenrolle des Landes Mecklenburg-Vorpommern eingetragen: „In Grün eine silberne Eule auf zwei schräggekreuzten, seitlich wachsenden, vierblättrigen goldenen Lindenzweigen sitzend, darüber zwei schräggekreuzte dreiblättrige goldene Lindenzweige.“ |
| Gemeinde Lübow             | Wappen der Gemeinde Lübow             | Genehmigt durch den Innenminister von Mecklenburg-Vorpommern am 10. Juli 1992 und unter der Nr. 62 der Wappenrolle des Landes Mecklenburg-Vorpommern eingetragen: „Geteilt; oben in Silber zwei sich überschneidende rote Rundbogen; unten in Rot ein liegender Lindenzweig mit einem hängenden Blatt.“ |
| Gemeinde Lüdersdorf        | Wappen der Gemeinde Lüdersdorf        | Genehmigt durch den Innenminister von Mecklenburg-Vorpommern am 10. Mai 2008 und unter der Nr. 317 der Wappenrolle des Landes Mecklenburg-Vorpommern eingetragen: „Durch einen silbernen Wellenpfahlfaden gespalten; vorn in Rot ein silbernes Hochkreuz, überhöht von einer goldenen Krone; hinten in Blau: oben neun (3:3:3) goldene Blüten, unten ein goldenes Zahnrad.“ |
| Gemeinde Lützow            | Wappen der Gemeinde Lützow            | Genehmigt durch den Innenminister von Mecklenburg-Vorpommern am 15. Dezember 2010 und unter der Nr. 334 der Wappenrolle des Landes Mecklenburg-Vorpommern eingetragen: „Unter grünem Wellenschildhaupt, darin zwei schräg gekreuzte goldene Schwerter, in Gold eine wachsende grüne Doppeleiche, belegt mit einem goldenen Schild, darin eine schräg gelegte viersprossige Sturmleiter.“ |
| Gemeinde Metelsdorf        | Wappen der Gemeinde Metelsdorf        | Genehmigt am 20. April 1999 durch den Innenminister von Mecklenburg-Vorpommern und unter der Nr. 186 der Wappenrolle des Landes Mecklenburg-Vorpommern eingetragen: „Gespalten; vorn in Silber am Spalt ein halbes zehnspeichiges rotes Rad mit Nabe; hinten in Blau vier (1:2:1) silberne Wassertropfen.“ |
| Gemeinde Neuburg           | Wappen der Gemeinde Neuburg           | Am 22. Februar 2018 hat die Gemeindevertretung Neuburg die Annahme des nachstehend beschriebenen Wappens beschlossen, die der Innenminister von Mecklenburg-Vorpommern genehmigte. Die Urkunde dazu überreichte er der Bürgermeisterin Heidrun Teichmann am 28. Juli 2018: „In Silber, im Schildfuß im blauen Gewässer mittig ein nach rechts gekehrter silberner Fisch, darüber eine gewölbte goldene Steinbogenbrücke, über die sich eine ausladende rote Burg mit drei Türmen und jeweils fünf überstehenden Zinnen erhebt.“ |
| Stadt Neukloster           | Wappen der Stadt Neukloster           | Genehmigt am 16. August 1903 durch Friedrich Franz IV. (Mecklenburg), Großherzog von Mecklenburg [-Schwerin], und unter der Nr. 78 der Wappenrolle des Landes Mecklenburg-Vorpommern eingetragen: „Im gespaltenen Schilde vorn in Gold ein halber, hersehender schwarzer Stierkopf mit silbernen Hörnern, goldener Krone, aufgerissenem Maul, ausgeschlagener roter Zunge und abgerissenem Halsfell am Spalt; hinten in Rot ein schrägrechter silberner Äbtissinnenstab mit goldener Krümme, begleitet oben und unten von je einer silbernen Lilie.“ (Das Wappen wurde 1993 neu gezeichnet.) |
| Gemeinde Pingelshagen      | Wappen der Gemeinde Pingelshagen      | Genehmigt durch den Innenminister von Mecklenburg-Vorpommern am 20. September 2000 und unter der Nr. 227 der Wappenrolle des Landes Mecklenburg-Vorpommern eingetragen: „In Gold ein rot gekleideter Bauer mit gegürtetem Wams, Stulpenstiefeln und Füßlingen, schwarzem Haar und Bart, in der rechten Hand eine gestürzte schwarze Rodehacke mit nach außen weisendem Blatt haltend.“ |
| Stadt Rehna                | Wappen der Stadt Rehna                | Genehmigt durch den Innenminister von Mecklenburg-Vorpommern am 2. Februar 1998 und unter der Nr. 125 der Wappenrolle des Landes Mecklenburg-Vorpommern eingetragen: „In Gold ein hersehender schwarzer Stierkopf mit goldener Krone, silbernen Hörnern, aufgerissenem Maul, ausgeschlagener roter Zunge und abgerissenem Halsfell, das bogenförmig ausgeschnitten ist und sieben Spitzen zeigt.“ (Das 1997 neu gezeichnete Wappen wurde ursprünglich genehmigt durch Friedrich Franz II., Großherzog von Mecklenburg[-Schwerin], am 10. April 1858.) |
| Gemeinde Roggenstorf       | Wappen der Gemeinde Roggenstorf       | Genehmigt durch den Innenminister von Mecklenburg-Vorpommern am 20. Juni 2014 und unter der Nr. 354 der Wappenrolle des Landes Mecklenburg-Vorpommern eingetragen: „In Grün aus einem aufgeschlagenen silbernen Buch wachsend drei fächerartig gestellte goldene Roggenähren mit Halmblättern.“ |
| Gemeinde Schlagsdorf       | Wappen der Gemeinde Schlagsdorf       | Genehmigt durch den Innenminister von Mecklenburg-Vorpommern am 2. Oktober 2009 und unter der Nr. 328 der Wappenrolle des Landes Mecklenburg-Vorpommern eingetragen: „Über blauem Schildfuß, darin zwei silberne Wellenleisten, gespalten; vorn in Gold ein grüner vierblättriger Lindenzweig; hinten in Rot ein silbernes Hochkreuz, überhöht von einer goldenen Krone.“ |
| Stadt Schönberg            | Wappen der Stadt Schönberg            | Genehmigt durch den Innenminister von Mecklenburg-Vorpommern am 22. Oktober 1997 und unter der Nr. 139 der Wappenrolle des Landes Mecklenburg-Vorpommern eingetragen: „In einem von Blau über Gold und Rot geteilten Schild ein roter Herzschild, darin ein silbernes Hochkreuz, überhöht von einer goldenen Fürstenkrone.“ |
| Gemeinde Selmsdorf         | Wappen der Gemeinde Selmsdorf         | Genehmigt durch den Innenminister von Mecklenburg-Vorpommern am 22. Oktober 1997 und unter der Nr. 136 der Wappenrolle des Landes Mecklenburg-Vorpommern eingetragen: „Gespalten von Rot und Gold; vorn ein silbernes Hochkreuz, überhöht von einer goldenen Fürstenkrone; hinten eine grüne Ähre.“ |
| Gemeinde Testorf-Steinfort | Wappen der Gemeinde Testorf-Steinfort | Genehmigt durch den Innenminister von Mecklenburg-Vorpommern am 20. September 1993 und unter der Nr. 48 der Wappenrolle des Landes Mecklenburg-Vorpommern eingetragen: „Der Schild durch einen blauen Wellenstrichbalken geteilt; oben in Gold drei balkenweise stehende Kastanienbäume mit grünem Laub, silbernen Blüten und schwarzem Stamm; unten in Grün das in Silber gekleidete Brustbild einer Jungfrau, beseitet von je einer vierblättrigen goldenen Rapsblüte mit rotem Butzen.“ |
| Gemeinde Upahl             | Wappen der Gemeinde Upahl             | Genehmigt durch den Innenminister von Mecklenburg-Vorpommern am 3. Januar 2007 und unter der Nr. 306 der Wappenrolle des Landes Mecklenburg-Vorpommern eingetragen: „Geteilt durch einen Flammenschnitt; oben in Blau eine silberne Kuh; begleitet beiderseits von je einem dreiblättrigen goldenen Kleeblatt; unten in Gold drei goldbeputzte rote Rosen mit grünen Kelchblättern balkenweise.“ |
| Stadt Warin                | Wappen der Stadt Warin                | Genehmigt durch Friedrich Franz II., Großherzog von Mecklenburg[-Schwerin], am 10. April 1858 und unter der Nr. 170 der Wappenrolle des Landes Mecklenburg-Vorpommern eingetragen.: „In Rot zwei schräggekreuzte silberne Bischofsstäbe mit abgekehrten goldenen Krümmen.“ |
| Hansestadt Wismar          | Wappen der Hansestadt Wismar          | Genehmigt durch den Innenminister von Mecklenburg-Vorpommern am ????: „Das Wappen der Hansestadt Wismar zeigt in Silber über blauem Wellenschildfuß, darin drei (2:1) silberne Fische, die oberen zugewendet, der untere nach links gekehrt, eine nach links schwimmende rote Kogge mit zwei silbernen Streifen längs der Deckslinie, goldbeschlagenem Ruder und goldenem Bugspriet; am Mast eine goldene Tatzenkreuzspritze, darunter eine nach links wehende, zweimal von Silber und Rot längsgestreifte Flagge, ein goldener Mastkorb und ein goldener Schild, dieser belegt mit einem herschauenden schwarzen Stierkopf mit silbernen Hörnern, goldener Krone, geöffnetem Maul, ausgeschlagener roter Zunge und abgerissenem Halsfell, das bogenförmig ausgeschnitten ist und sieben Spitzen zeigt; auf dem Bug der Kogge eine nach links gekehrte widersehende natürliche Möwe.“ |
| Gemeinde Zickhusen         | Wappen der Gemeinde Zickhusen         | Genehmigt durch den Innenminister von Mecklenburg-Vorpommern am 12. Juni 2009 und unter der Nr. 324 der Wappenrolle des Landes Mecklenburg-Vorpommern eingetragen: „Halbgeteilt und gespalten. Vorne: oben in Rot ein silberner Ziegenkopf, unten in Gold zwei gekreuzte schwarze Torfspaten; hinten in Blau die Turmansicht einer silbernen klassizistischen Kirche mit drei betagleuchteten Rundfenster und offener Tür.“ |
| Gemeinde Zierow            | Wappen der Gemeinde Zierow            | Genehmigt durch den Innenminister von Mecklenburg-Vorpommern am 5. Januar 1998 und unter der Nr. 146 der Wappenrolle des Landes Mecklenburg-Vorpommern eingetragen: „In Blau über silbernem Wellenschildfuß, darin fünf (3:2 gestellte) grüne Lindenblätter, ein springendes goldenes Pferd, oben links begleitet von einer sechsblättrigen silbernen Blüte mit sechzehnblättrigem Innenkranz.“ |
| Gemeinde Zurow             | Wappen der Gemeinde Zurow             | Genehmigt durch den Innenminister von Mecklenburg-Vorpommern am 16. Dezember 2002 und unter der Nr. 271 der Wappenrolle des Landes Mecklenburg-Vorpommern eingetragen: „Gespalten; vorn in Gold ein spitzbedachter roter Kirchturm mit drei (2 : 1) Spitzbogenfenstern, einer Luke und einer geschlossenen Spitzbogentür; hinten in Grün eine silberne Wellenleiste, begleitet: oben von einem goldenen Rad mit acht über die Felge ragenden Speichern, unten von einem goldenen Kleeblatt.“ |

### Ehemalige Städte und Gemeinden sowie historische Wappen
| Stadt oder Gemeinde            | Wappen                                   | Kommentare |
| Damshagen, Gemeinde Damshagen  | Wappen der ehemaligen Gemeinde Damshagen | Genehmigt durch den Innenminister von Mecklenburg-Vorpommern 2005 der damaligen Gemeinde Damshagen: „In dem durch einen Wellenschnitt geteilten Schild oben in Gold einen schreitenden schwarzen Stier; unten in Blau schräg gekreuzt: eine goldene Hacke und eine goldene Lanze, bewinkelt von vier goldenen Rüben.“ Zum 7. Juni 2009 schlossen sich die bisherigen Gemeinden Damshagen und Moor-Rolofshagen zur neugebildeten Gemeinde Damshagen zusammen. Der Gebrauch des Wappens endete zu diesem Datum. |
| Gramkow, Gemeinde Hohenkirchen | Wappen der ehemaligen Gemeinde Gramkow   | Genehmigt durch den Innenminister von Mecklenburg-Vorpommern am 24. November 1999 der damaligen Gemeinde Gramkow: „In Gold eine erhöhte, stark eingebogene blaue Spitze, belegt mit einem aus einem goldenen Nest wachsenden, gold beschnabelten silbernen Pelikan, der sich die Brust aufhackt, um seine drei sitzenden, gold beschnabelten silbernen Jungen zu nähren; oben von einem roten Anker mit w-förmig geschwungenen Seil; hinten sieben rote Kugeln (2:1:2:1:1).“ Zum 1. Januar 2005 schlossen sich die bisherigen Gemeinden Gramkow und Groß Walmstorf zur neugebildeten Gemeinde Hohenkirchen zusammen. Diese führt in Rechtsnachfolge das der Gemeinde Gramkow am 24. November 1999 durch den Innenminister von Mecklenburg-Vorpommern genehmigte Wappen fort. |

Stadt Rehna
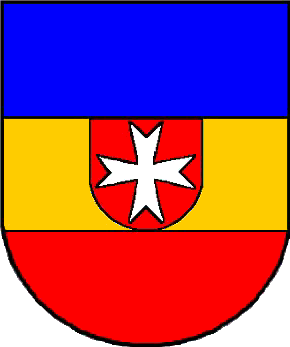
Stadt Schönberg